# Arroyo Hoja de Venado
Arroyo Hoja de Venado är en ort i Mexiko.   Den ligger i kommunen San Luis Acatlán och delstaten Guerrero, i den sydöstra delen av landet, 280 km söder om huvudstaden Mexico City. Arroyo Hoja de Venado ligger 868 meter över havet och antalet invånare är 125.
Terrängen runt Arroyo Hoja de Venado är huvudsakligen kuperad, men åt sydost är den bergig. Runt Arroyo Hoja de Venado är det ganska glesbefolkat, med 43 invånare per kvadratkilometer. Närmaste större samhälle är El Rincón, 18,3 km väster om Arroyo Hoja de Venado. I omgivningarna runt Arroyo Hoja de Venado växer huvudsakligen savannskog.